# Paraschistochila spegazziniana
Paraschistochila spegazziniana là một loài rêu trong họ Schistochilaceae. Loài này được (C. Massal.) R.M. Schust. mô tả khoa học đầu tiên năm 1971.